# Мики, Милане
„Мики Милане” је фолк песма српске певачице народне и шаљиве музике Вере Матовић, објављена 2009. године на истоименом албуму. Песму као и албум објавила је у Босни и Херцеговини издавачка кућа БН мјузик, и у питању је прва нумера са албума. Музику и текст написао је Небојша Алексић, а песма је доживела огромну популарност деценију касније међу младима захваљујући друштвеној мрежи Тикток.